# Wallsburg (Utah)

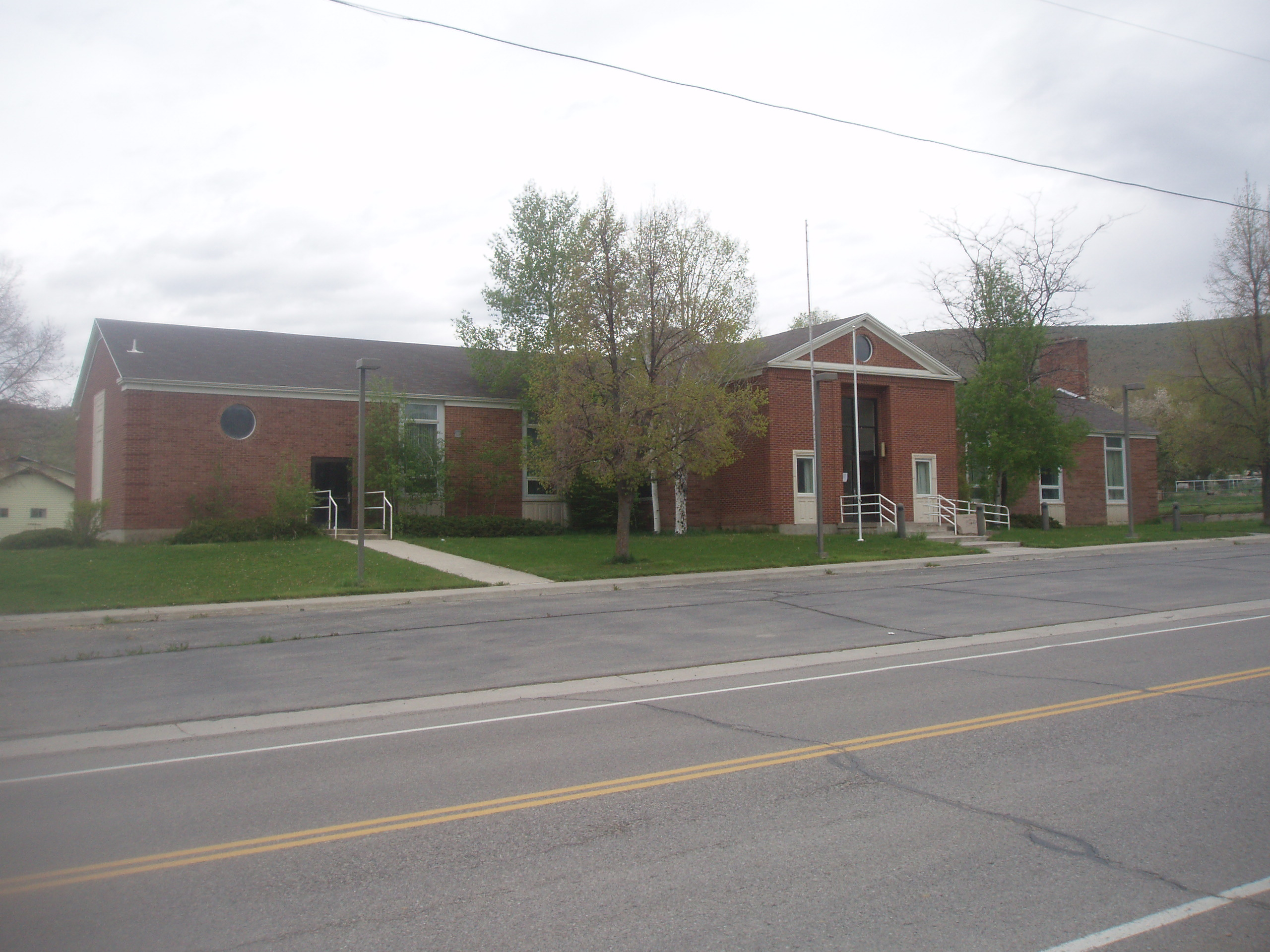
Centro comunitario de Wallsburg en Wallsburg, Utah, Estados Unidos.

Wallsburg es una localidad del condado de Wasatch, estado de Utah, Estados Unidos. Según el censo de 2000 la población era de 274 habitantes.

## Geografía
Wallsburg se encuentra en las coordenadas 40°23′18″N 111°25′23″O / 40.38833, -111.42306.
Según la oficina del censo de Estados Unidos, la ´localidad tiene una superficie total de 1,3 km². No tiene superficie cubierta de agua.
- Datos: Q482471
- Multimedia: Wallsburg, Utah / Q482471